# Al-Kadarif
Al-Kadarif (arab. القضارف) – miasto we wschodnim Sudanie, na południowy zachód od Kassali; stolica stanu Al-Kadarif; 350 tys. mieszkańców; ośrodek handlowy regionu uprawy bawełny, zbóż, sezamu; przemysł bawełniany, spożywczy.
Znajduje się tu Port lotniczy Al-Kadarif. W 1994 założono uniwersytet University of Gadarif.

## Współpraca
- Eindhoven, Holandia (od końca 2004[3]). Do grudnia 2015 do Al-Kadarif przekazano 750 komputerów. Celem cyfryzacji tego miasta jest m.in. realizacja projektu e-Agriculture, dzięki któremu rolnicy mogliby komputerowo wyznaczać granice swych ziemi (co zniwelowałoby konflikty o ziemię) czy założyć sklepy internetowe z produktami[3][4].